# Aon Center (Chicago)
41°53′7″B 87°37′17″T / 41,88528°B 87,62139°T
Aon Center (tại số 200 East Randolph Street) là một tòa nhà chọc trời hiện đại ở Chicago, Illinois do kiến trúc sư Edward Durell Stone thiết kế và hoàn thành năm 1973 với tên Standard Oil Building. Đây là tòa nhà cao thứ nhì ở Chicago, chỉ sau Sears Tower. Đây là tòa nhà cao thứ 4 ở Mỹ với chiều cao 346 m, 83 tầng, và tòa nhà cao thứ 16 thế giới tính đến thời điểm năm 2008.